# 庄内町小挾間
庄内町小挾間（しょうないちょうおばさま）は、大分県由布市内の大字。郵便番号は879-5402。

## 地理
由布市の中北部、大分川支流の小挾間川中流右岸に位置する。旧庄内町のうち旧阿南村に属していた。庄内町北大津留、庄内町東大津留、挾間町朴木、挾間町時松と接する。

## 歴史
- 1889年4月1日 - 町村制の施行により、阿南村が発足。（大分郡南阿南村）。
- 1954年11月1日 - 阿南村・東庄内村・西庄内村・南庄内村・阿蘇野村が合併し、大分郡庄内村が成立。（大分郡庄内村）
- 1955年4月1日 - 町制施行により大分郡庄内町が成立。（大分郡庄内町大字小挾間）
- 2005年10月1日 - 挾間町・庄内町・湯布院町で新設合併、市政施行で由布市が成立。大字表記および、小字が廃止される（由布市庄内町小挾間）[3]。

## 小・中学校の学区
市立小・中学校に通う場合、学区は以下の通りとなる。
| 町名         | 小学校             | 中学校             |
| ------------ | ------------------ | ------------------ |
| 庄内町小挾間 | 由布市立阿南小学校 | 由布市立庄内中学校 |

## 交通

### バス
かつては、大分バス・亀の井バスが路線を営業していたが、由布市コミュニティバス・別府市オンデマンドタクシーに転換している。

### 道路
- 大分県道52号別府庄内線
- 大分県道601号小挾間大分線